# Apstar 6C
O Apstar 6C é um satélite de comunicação geoestacionário chinês que foi construído pela Academia Chinesa de Tecnologia Espacial (CAST). Ele está localizado na posição orbital de 134 graus de longitude leste e é operado pela APT Satellite Holdings Limited. O satélite foi baseado na plataforma DFH-4 Bus e sua expectativa de vida útil é de 15 anos.

## História
A APT Satellite assinou em outubro de 2015, um contrato com a Corporação Industrial Grande Muralha da China (CGWIC) de Pequim para a construção e lançamento do satélite de comunicações Apstar 6C.

## Lançamento
O satélite foi lançado com sucesso ao espaço em 3 de maio de 2018, por meio de um veículo Longa Marcha 3B/G2 a partir do Centro Espacial de Xichang, na China.

## Capacidade e cobertura
O Apstar 6C está equipado com 45 transponders nas bandas C, Ku e Ka para fornecer serviços de transponder de alta potência de VSAT, distribuição de vídeo, DTH e backhaul de celular para toda a região da Ásia-Pacífico.